# (4721) Atahualpa
(4721) Atahualpa ist ein Asteroid des Hauptgürtels, der am 29. September 1973 vom Forscherteam Cornelis Johannes van Houten und Tom Gehrels im Rahmen des Palomar-Leiden-Surveys entdeckt wurde.
Der Asteroid ist nach Atahualpa, einem Herrscher der Inka, benannt.